# オーバーフロー (ブランド)
オーバーフロー (Overflow) は、有限会社スタックのアダルトゲームブランド。
本項では、有限会社スタックおよび代表のメイザーズぬまきちについても記載する。

## オーバーフロー
代表はメイザーズぬまきち。ブランド名の英字表記はOverflowだが、しばしば0verflow（1文字目がオーではなく、数字のゼロ）と書かれる。これはドメイン「Overflow.com」が他社により使用されていたため、機転を利かせて「0verflow.com」を取得したことが発端となっている。なお、ロゴもそれに倣っている。
アージュやニトロプラスと共に、千代田区連合（ちよれん）を構成している。正会員のアージュには斉藤K、ニトロプラスにはジョイまっくす、準会員扱いのCIRCUSにはらまマンという名物広報がいるが、オーバーフローだけは代表のメイザーズぬまきち自身がプロモーションの先頭に立ち、イベントでは軽快なトークを飛ばす。
マスコットキャラクターは「マヨちゃん」。

### 沿革
1999年に自主制作物のブランド名をオーバーフローに定め、『ら〜じ・PonPon』でデビュー。8作目の『School Days』では、メロドラマのような壮絶な愛憎劇と凄惨なバッドエンドの存在、そして全編がフルアニメーションで描かれたということで話題となり、2005年のアダルトゲームの上半期セールス2位・年間7位の約3万2千本のセールスを叩き出すという大成功を収め、いきなり注目ブランドに躍り出る。また、同作は2007年7月にTVアニメ化されて再び注目を集めた上、オーバーフロー作品としては初めてコンシューマ化され、2008年1月17日にガンホー・ワークスからPlayStation 2版『School Days L（-エルアンドエイチ、Love and Hate）』のタイトルで発売された。
2012年2月10日の『ニコニコ生放送』において、同年4月発売の『SHINY DAYS』を最後にブランド活動を終了することを発表した。

### 作品の特徴
- シナリオで通信機器の機能に物語性を持たせる、物語の中におまじないや都市伝説など、言い伝えが多いという特徴がある（『PureMail -ピュアメール-』ではチャットやメール、『School Days』では携帯電話）。
- ほとんどの作品は世界が共通しており、その中でもファミレスチェーン「ラディッシュ」を舞台としたシリーズが設定の主軸となっている。世界観が一定しているため、別作品の主要人物のその後が語られることも多い。
- 孕ませ、妊婦、寝取られが大きく扱われることが多く、作品世界が繋がっているため、妊娠エンドを迎えたヒロインが別の作品で妊婦や母親になって登場することもある（複数の人物に孕まされる場合は両方産むことになるか、どちらか一方の子を産んだことにされる）。また子供が別の作品のヒロインとなったり、主人公が別の作品の寝取り担当となったり、ヒロインが寝取り担当の娘であることも多い。『Cross Days』では、それらの要素に加えて男性の同性愛（女装した男性も含む）や、筋肉質の女性とのセックスなども盛り込まれている。

#### 登場人物
| ら〜じ・PonPon                           | PonPon        |
| オーバーフローぷれじゃ〜BOX              | ぷれじゃ〜BOX |
| PureMail -ピュアメール-                  | PureMail      |
| Snowラディッシュバケーション!!           | スノラデ      |
| Summerラディッシュバケーション!!シリーズ | サマラデ      |
| MISS EACH OTHER                          | MEO           |
| School Days                              | スクイズ      |
| Summer Days                              | サマイズ      |
| Cross Days                               | クロイズ      |

オーバーフローの作品群は、作品同士の世界観や時系列に関連があることに加え、登場人物同士の血縁関係も存在する。『オーバーフロー プレミアム・トリロジーBOX』付属のデータブックには、一部の人物相関図が掲載されている（一部誤表記あり）。本項では一部タイトルを右記のように略記する。
『Snowラディッシュバケーション!!』の沢越止（さわこえ とまる）を基点とし（更に正確さを出せば、止の父親の伊能上（いのう じょう）が基点となるが、上の子孫は孫世代以降が全て、止を経由している）、各作品の主人公はその息子であることが多い。代表的な息子の主人公達は、以下のとおり。
- 伊能歩（いのう あゆむ） - 『ら〜じ・PonPon』
- 緒方圭（おがた けい） - 『PureMail -ピュアメール-』
- 間瞬（はざま しゅん） - 『Summerラディッシュバケーション!!』
- 間空（はざま くう） - 『Summerラディッシュバケーション!!2』
- 柴瑤二（しば ようじ） - 『MISS EACH OTHER』
- 伊藤誠（いとう まこと） - 『School Days』『Summer Days』

上記の別作品での後日談や人物相関図を紐解くと、作中の男女関係はほとんどが近親相姦であり、登場人物もほとんどが近親相姦による子供（であると確定する者・しない者・可能性が高い者がいる）となっている。これらは複数作品をプレイした上で発見することができる裏設定であるために、作中にインセスト・タブーが前面に押し出されることはない。ただし、後代の作品では単体のプレイでもある程度の近親相姦があることは、明白となっている。
オーバーフロー代表のメイザーズぬまきちは、多根清史との対談の中で、プレイヤーに継続して自社ブランド作品を買ってもらうために血縁関係の要素を取り入れたと話しており、当時のコンピュータソフトウェア倫理機構が近親相姦を規制していた関係でほのめかし程度にとどめていたとも話している。
また、ぬまきちは2020年のBugBugとのインタビューの中で、自社の作品群の作風はオノレ・ド・バルザックの連作短編小説群に通ずるところがあるとも述べている。
以下、沢越止およびその親類についてまとめる。なお「止の孫や娘が産んだ子の父親も止」といったことが頻発しているため、「娘であり孫である」「娘であり曾孫でもある」といった複雑な関係が多い。
沢越 止（さわごえ とまる）
伊能姉妹と止の父、伊能上の愛人であった止の母親は巴の実姉であり、巴とは叔母と甥の関係になる。
女性を妊娠させることに強い執着を持っており、異母姉妹に当たる伊能萌葱・浅葱をはじめ、実の娘や孫娘、叔母、更にはその子孫にも子を産ませているほか、血縁のない女性も既婚・未婚・年齢に問わず手を出している。
また、方々で作った子供達が止と同様に近親者と認識している相手に手を付けたり、互いが近親者であると認識しないまま肉体関係へ至って子ができてしまうことも多く、非常に複雑な家系図が成立してしまっている。
伊能 上（いのう じょう）
オーバーフロー作品に未だ登場していないが、萌葱、浅葱、そして沢越止の父親である人物。資産家であること以外の詳細は不明。止は愛人との間にできた子であり、本妻の娘である萌葱と浅葱の2人は止の異母姉妹に当たる。
止と萌葱の関係を知ると仲を裂き、止が荒んで出奔し、後の人柄を形成する大きな原因となった人物。止の子を妊娠し、周囲の反対を押し切って神楽を産んだ萌葱とは疎遠。
伊能 萌葱（いのう もえぎ）
伊能上と本妻の娘。沢越止とは異母姉弟に当たる。
『スノラデ』のストーリー後、止の金策でラディッシュでありすと共に客を取らされていた。
止との間に神楽と歩を産んだ後、『スノラデ』で止と再会した際に肉体関係を持ったことで、踊子、萌華を産んだ。
また、妹の浅葱の一家とラディッシュで共同生活をしていたが、浅葱が息子の歩に後遺症が残ってしまうまでの性的な調教を施したことで、彼女と激しく対立した末、物別れになってしまった。歩はその後の回復まで、数年間を要することになった。娘の神楽と共に発狂状態に陥った歩にあえて犯され、他の娘達に手を出さない様にしていた。
『サマラデ2』では、既に他界している。止にとっては初恋の相手で最愛の女性であり、「最期まで文句一つ言わずに尽くしてくれた本当に良い女だった」と止の口から語られ、死を惜しまれている。
伊能 浅葱（いのう あさぎ）
伊能萌葱の妹。沢越止とは異母兄妹に当たる。
後に奈川 重蔵（ながわ じゅうぞう）と結婚して奈川姓となっているが、止に篭絡されて以降、彼に強い未練を持ち続けている。止がラディッシュの金を持ち逃げしたことで店が経営危機に陥った際、止の息子で自らの甥でもある歩が預けられ、彼に止の面影を見たことから、歩が好意を寄せている娘のゆかりをダシにし、精通も始まっていなかった歩に自分の性の相手をさせ、数年間発狂状態に陥る後遺症を残す程の調教を澤永の母と共に施している。
その後、一時期家族共々ラディッシュで暮らし、歩に更なる調教を施していたが、自分の行為を知った重蔵が神楽と強引に肉体関係を持ったことに自分と歩の関係を棚に上げて逆上した末、家族を連れて強引に出ていってしまっている。また、この際に歩は浅葱に捨てられてしまった。
ゆかり、碧、さくらの3姉妹を産んでいるが、いずれも重蔵の実子ではなく、ゆかりは止との間に作った子、碧とさくらは調教していた時期の歩との間に作った子である。3姉妹の名前は、神楽からの提案により色にちなんでつけられている。
「ラディッシュ」の経営に加わり、チェーン展開にも大きく関わっている。
沢越 巴（さわごえ ともえ）
沢越止の妻であり母方の叔母でもあるが、彼と結婚できた理由は不明。姉は上と愛人関係にあり、2人の間にできた子が止である。
『スノラデ』の時点では清楚なお嬢様だったが、数十年後となる『PonPon』の時点では、厳しい姑になっている。
伊能 神楽（いのう かぐら）
『スノラデ』主人公。沢越止と伊能萌葱の第1子。止の直子では最年長。止に運命を狂わされた最大の被害者。
伊能 歩（いのう あゆむ）
『ら〜じ・PonPon』主人公。沢越止と伊能萌葱の第2子で長男。姉は神楽で、踊子と萌華の2人は妹である。
『スノラデ』時点では神楽と萌葱の会話によれば、当時3歳で萌葱の母に預けられていたため姿は未登場。姉の神楽とは異なり止には実子として認知されている模様。止が数多の女性に産ませた子の中でも希少な男児であり、幼少期は止に可愛がられていた。
後に止が借金を萌葱達に押し付けて姿をくらましたことで一時叔母である浅葱の元に預けられるが、その際に歩に止の面影を見ていた浅葱と澤永・母によって調教され、一時期は発狂状態にまで追い込まれてしまった過去が明かされており、鷲野 るり香（わしの るりか）より以前に何人か子供を作っていることも発覚している。母親の萌葱や姉の神楽が浅葱との関係について気付いた時には、既に碧やさくら、澤永姉弟の実父となってしまっており、るり香との結婚後も、女癖の悪さは直らなかったため、『PonPon』に登場した女子達全員とも関係を持って妊娠させてしまっている。
伊能 踊子（いのう ようこ）
沢越止と伊能萌葱の第3子で次女。後に西園寺姓となり、世界を生む。
伊能 萌華（いのう もえか）
沢越止と伊能萌葱の第4子で三女。母を萌葱とする兄弟の末っ子。『MEO』に名前のみ登場。葵学園の教諭、関端邦宏と結婚して関端姓となり、『PureMail』のヒロインの関端りんを産むが、後に実父・沢越止に連れ去られていった。以降、止に性的に篭絡されて夫と娘の元に帰らなくなり、これが原因で、邦宏は娘のりんに辛くあたるようになった。
沢越 智正（さわごえ ともまさ）
沢越止と沢越巴の息子。妻の桃里や歩とは異母兄弟（兄妹）。
桃里の産んだ子の第一子は止との子であり、第二子以降の子達は歩との子であり、いずれも智正の実の子ではない。
戸田 桃里（とだ とうり）
工場の経営者である桃里の戸籍上の父と結婚し、既に人妻だった桃里の母が沢越止との不倫で作った娘である。
父親の工場が潰れかかった際、止が出資してくれたのを切っ掛けに当時通っていた学校卒業直後に智正の妻となったが、夫が偏屈な趣味を持っている上、結婚前に男性との交際経験がなく、自身の性知識の乏しさやドジであることが重なって災いし、性生活が上手く行っておらず、舅である沢越止に相談に乗ってもらっていた。
その結果、相談を口実に言いくるめられて舅の止と肉体関係になり、その子を妊娠したが、止はそれを妻に知られるのを恐れたためか、逃げる様にパリに単身赴任している。
夫の智正とは事実上の異母兄妹に当たる。歩とも異母兄妹の関係にあたる。
奈川 ゆかり（ながわ ゆかり）
沢越止と伊能浅葱の娘。戸籍上は奈川重蔵と浅葱の長女。病院の看護婦でありすの部下。
『PureMail』に登場する碧の姉にあたる。また、互いに知らないが、歩とは異母兄妹でもある。『PureMail』で製薬会社に勤め、重役に就いて多忙な義父 重蔵と不倫相手に夢中で育児放棄した母 浅葱に代わり、学生時代は2人の妹の面倒を見ていた。
『サマラデ1』で名前が登場し、踊子や舞と同い年であることが明らかにされている。また神楽と瞬の会話中で、奈川姉妹と伊能家の血縁関係が明らかにされている。名前は「紫」に由来。
二条 若葉（にじょう わかば）
沢越止が伊能神楽の同級生に産ませた娘。彼女の血筋は全員おかっぱ髪に別の色のヘアバンドを付けたそっくりな容姿をしている。
鷹司 りでる（たかつかさ りでる）
『サマラデ2』主人公。沢越止と鷹司ありす（たかつかさ ありす）の娘。設定では上に姉が2人おり、ありすの三女。
緒方 圭（おがた けい）
『Puremail』主人公。沢越止が刑事の女性に産ませた息子。幼少期に止の元から逃げた実母と離れ、義母と父親（止か別人かは不明）と思わしき2人の男女の元で虐待を受けながら育つ。後に緒方氏と結婚した実母に引き取られた。妹の緒方 藍（おがた あい）は圭とは異父兄妹である。
間 瞬（はざま しゅん）
『サマラデ1』主人公。沢越止と間初花（はざま はつか）の第1子で長男。
間 時（はざま とき）
声 - 蓮香
沢越止と間初花の第2子で長女。『サマラデ1』『サマラデ2』の設定上に存在する女性。瞬の妹、空の姉に当たるが、容姿は不明。『サマラデ2』にはりでるとの電話で台詞のみ登場。『サマラデ1』には、沢越止に手を出されそうになっていたことが窺える台詞が存在する。
間 空（はざま くう）
沢越止と間初花の第3子で次男。間兄弟の末っ子。
柴 進一（しば しんいち）
沢越止の息子であるが、母となった女性については不明。
柴 瑤二（しば ようじ）
『MISS EACH OTHER』主人公。沢越止の息子で進一の弟であるが、母となった女性については不明。
伊藤 誠（いとう まこと）
『School Days』主人公。沢越止と伊藤萌子（いとう もえこ）の息子。両親は離婚したことになっているが、入籍していたか事実婚であったかは不明。
伊藤 止（いとう いたる）
沢越止と伊藤萌子の娘。誠の妹。沢越止の血族のうち、『クロイズ』の発売時点では一番の年少。父・止の手元に引き取られて養育されている。
伊能 始（いのう はじめ）
沢越止の娘であり孫。伊能神楽の第1子。『サマラデ1』の回想内や、『サマラデ2』の他キャラクターの会話中に登場。まだ身体が十分成長しないうちに妊娠させられたため、娘の理央を出産すると同時に死亡した。
伊能 舞（いのう まい）
沢越止の娘であり孫。伊能神楽の第2子。後に清浦姓となり、刹那を生む。
伊能 渉（いのう わたる）
沢越止の孫。伊能神楽の第3子。『サマラデ1』『サマラデ2』の他キャラクターの台詞のみに登場。容姿は不明。父は神楽の通っていた模手原商科大学の校長。発狂状態になっていた叔父の伊能歩に唆されて母の神楽を犯し、肉欲に溺れて彼女との間に伊能雛子を作ってしまった過去を持つ。多数の妹達に好意を寄せられており、『サマラデ2』のりんの台詞によれば、妹達と本番には至らないものの肉体関係がある。
唯一血の繋がっていない妹と結婚し、世界一周の新婚旅行に出た後も、諦められない彼女達に追われている。このため、渉と妹達のトラブルに間瞬は巻き込まれる形となり、困惑している。
りん
沢越止の娘であり孫。伊能神楽の第9子。
伊能 理奈（いのう りな）
沢越止の娘であり孫。伊能神楽の第10子。理央の異母妹でもあり、容姿が酷似しているため表向きは双子の姉妹として育てられる。
『サマラデ2』の時点では既に他界しているが、経緯は不明。
伊能 雛子（いのう ひなこ）
沢越止の孫であり曾孫。伊能神楽の第11子で父親は伊能渉。実父の渉を兄として慕い、恋愛感情を抱く。彼の結婚後も諦めていない。
奈川 碧（ながわ みどり）
沢越止の孫。戸籍上は奈川重蔵と浅葱の次女だが、実父は伊能歩。姉のゆかりとは異父姉妹。澤永美紀の異母妹。圭とは叔父と姪の関係。
浅葱の娘達の戸籍上の父親は奈川重蔵で全員共通しているが、全員実父を知らない。奈川家は父 重蔵が勤務先の製薬会社で重役に就く程出世している。
奈川 さくら（ながわ さくら）
沢越止の孫。設定上のみに登場する、奈川姉妹の三女で末っ子。姉達と同様に戸籍上は奈川重蔵と浅葱の娘だが、実父は伊能歩。ゆかりの異父妹、碧の唯一両親同じくした実妹。澤永美紀の異母妹。
澤永 美紀（さわなが みき）
沢越止の孫。伊能歩の娘。泰介の実姉。奈川姉妹のゆかりの姪で、碧とさくらとは異母姉妹。歩の子の中では最年長。圭とは叔父と姪の関係。
澤永 泰介（さわなが たいすけ）
沢越止の孫。父は伊能歩。美紀の実弟。奈川碧は異母姉。
関端 りん（せきはた りん）
沢越止の孫。葵学園の教師・関端邦宏（せきはた くにひろ）と伊能萌華の娘。圭は異母姉弟かつ叔父と姪の関係にあたる。ほか、碧と美紀とは従姉妹にあたる。
西園寺 世界（さいおんじ せかい）
沢越止の孫。間瞬と伊能踊子の娘。清浦刹那の異母姉。瞬を「お父さん」と呼んでいた時期があり、刹那と同様に瞬から実の娘と認識されている可能性がある。
二条 葉音（にじょう はのん）
二条家の長女。父は間瞬、母は二条若葉、沢越止の孫。
二条 一葉（にじょう かずは）
二条 二葉（にじょう ふたば）
以上の2人は、『Summer Days』に登場する双子の姉妹。父は間瞬、母は二条若葉。沢越止の孫。
二条 三葉（にじょう みつば）
二条 四葉（にじょう よつば）
以上2人とも沢越止の孫。父は不明、母は二条若葉。
二条 四七葉（にじょう しなは）
二条 四九葉（にじょう しくは）
二条 五十葉（にじょう ことは）
二条 五三葉（にじょう こみは）
二条 五七葉（にじょう こなは）
以上の5人は『Shiny Days』に登場する沢越止の孫。三葉、四葉の妹達。父は不明、母は二条若葉。
足利 いのり（あしかが いのり）
沢越止の孫。間瞬と江端夏日（えばた なつひ）の娘。生後間も無く原巳浜にある神社の神主・足利隼人（あしかが はやと）と亡妻の養女に引き取られ、実父母を知らずに育つ。実父瞬からは刹那と同様、実の娘と認識されている。
喜連川 路夏（きつれがわ ろか）
沢越止の孫。間瞬が知人の女性に産ませた娘。登場した誕生日が明らかな瞬の娘達の中では最も早く生まれている。
桂 言成（かつら ことなり）
沢越止の孫。伊藤誠と桂言葉（かつら ことのは）の息子。2009年のエイプリルフール動画『Kotonohasama Days』のみに登場。
伊能 理央（いのう りお）
沢越止の子であり曾孫。母は伊能始。理奈の異母姉にもあたる。
関端 小凜（せきはた こりん）
沢越止の孫であり曾孫。緒方圭と関端りんの娘。『その後のピュアメール』のみに登場。
清浦 刹那（きようら せつな）
沢越止の孫であり曾孫。間瞬と伊能舞の娘。西園寺世界の異母妹。瞬から実の娘として認識されている。
伊能 理沙（いのう りさ）
沢越止の娘であり玄孫。伊能理央を母に持ち、始は祖母に当たる。りでるや空より年下。
伊能 理香（いのう りか）
沢越止の娘であり来孫。母は伊能理沙。

### 「修正パッチ」と「自主回収」
2作目『PureMail』では10回、8作目『School Days』では11回、9作目『Summer Days』では9回の修正パッチが公開された更に『Summer Days』では修正ファイル総容量が2.3GBまで達し、初回版では完全にバグが解決することなく修正パッチのリリースが停止。発売から約4か月後には、リニューアルパッケージ版が発売されるという事態にまで発展した（詳細は巨大修正ファイル配布と自主回収、そしてリニューアル版を参照）。
また、『Summer Days』はボツになった無修正CGファイルをDVD-ROMに入れてしまったため、『School Days』のドラマCDはプレス時のミスにより再生時の音声の速度異常が発生したため、一旦回収され修正されている。
『School Days』以降にパッチを当てていないとまともにゲームをプレイすることすら不可能なバグが多発した理由として、メイザーズぬまきちは、『Summer Days』製作中にプログラマーが病気などにより離脱したことや、一部のスタッフによる会社の輪を乱す行為や職務怠慢などが原因であると語っている。

### エイプリルフール企画
制作する年にはこのためだけに多大なコストを投入し、専用ページやショートムービーなどを公式サイトで公開している。また、それだけに留まらず、2002年の『Summerラディッシュバケーション!!』や2007年の『マジカルハート☆こころちゃん』のように、後で製品化されたものも存在する（前者はパッケージ版が制作され、2003年4月1日のイベント当日限定で発売された後、アップデート版『Summerラディッシュバケーション!!1.1』が続編『Summerラディッシュバケーション!!2』と同時発売された。後者の詳細は、School Days (アニメ)#マジカルハート☆こころちゃんを参照）。
2020年にはブランド活動の終了から8年ぶりに企画『Mother Days』を公開した。

### 作品一覧（オーバーフロー）
※『マジカル☆ユニティー』を除き、各作品は世界観を共有している。
- ら〜じ・PonPon [1999年11月26日]
- PureMail -ピュアメール- [2000年8月25日]
- オーバーフローぷれじゃ〜BOX [2001年4月27日]
- Snowラディッシュバケーション!! [2001年12月28日]
- 妹でいこう! [2002年12月27日] （舞台は同じだが、血縁などの関わりはない）
- Summerラディッシュバケーション!! [2003年4月1日]
- マジカル☆ユニティー [2003年12月28日]
- MISS EACH OTHER [2004年4月30日]
- Summerラディッシュバケーション!!1.1 [2004年8月13日] （コミックマーケット66限定発売）
- Summerラディッシュバケーション!!2 [2004年8月13日] （コミックマーケット66限定発売）
- LOST M [2004年10月15日]
- School Days [2005年4月28日]
- オーバーフロー プレミアム・トリロジーBOX [2006年1月27日]
- Summer Days [2006年6月23日]
- Cross Days [2010年3月19日]
- School Days HQ [2010年10月8日]
- SHINY DAYS [2012年4月27日]
- IslandDays [2014年7月3日] （共同開発:クロン）
- 野球拳 Strip Battle Days [2014年10月31日]
- Strip Battle Days 2 [2016年4月28日]
- SCHOOLDAYS SERIES COMPLETE BOX [2020年9月25日]

## 有限会社スタック
1997年3月に、コンピュータゲームやデジタルアニメなどの開発請負会社として設立された。一般向けの「STACK software」とアダルトゲーム用の「オーバーフロー」の2つのブランドを有する。その各公式サイトで公開している求人情報のプログラマ部門では、バーチャルリアリティ機器のドライバ作成、群衆シミュレーション作成、行政向けの業務システムを開発の履歴として挙げており、ゲーム以外にも多岐に渡る業務を行っている。

### 沿革（有限会社スタック）
- 1997年3月 東京都目黒区青葉台3-21-1に有限会社スタック設立。
- 1997年5月 東京都千代田区神田神保町1-29 山村ビルに移転。
- 1998年1月 TV放映用デジタルアニメーション彩色を開始。
- 2001年5月 東京都千代田区神田小川町2-4-5 杉商ビルに移転。
- 2008年2月 モーションキャプチャースタジオ開設
- 2008年4月 川口第二開発室開設。

### 作品一覧 (STACK software)
※PS：PlayStation、SS：セガサターン、DC：ドリームキャスト、DS：ニンテンドーDS、PC：パーソナルコンピュータ
- センチメンタルグラフティ 限定版特典「セカンドウィンドゥ」 [1998年1月22日、SS] （発売元：NECインターチャネル）
- Piaキャロットへようこそ!!2 [1998年10月8日、SS] （発売元：NECインターチャネル）
- フレンズ 〜青春の輝き〜 [1999年4月29日、SS] （発売元：NECインターチャネル）
- With You 〜みつめていたい〜 [1999年7月29日、SS] （発売元：NECインターチャネル）
- 絆という名のペンダント with TOYBOXストーリーズ [2000年4月6日、PS] （発売元：NECインターチャネル）
- センチメンタルグラフティ2 予約特典「サードウィンドゥ」 [2000年7月27日、DC] （発売元：NECインターチャネル）
- Sister Princess [2001年3月8日、PS] （発売元：メディアワークス）
- Pia♥キャロットへようこそ!!2.5 [2001年6月21日、DC] （発売元：NECインターチャネル）
- Apocripha/0 アレクディスク [2001年7月27日、PC]
- Apocripha/0 プラチナディスク [2001年8月10日、PC]
- Sister Princess ピュア・ストーリーズ [2001年12月13日、PS] （発売元：メディアワークス）
- Apocripha/0 FANBOX 〜Happiness Cage〜 [2001年12月29日、PC]
- Sister Princess PREMIUM EDITION [2002年3月28日、DC] （発売元：メディアワークス）
- Sister Princess 2 [2003年3月20日、PS] （発売元：メディアワークス）
- Sister Princess 2 プレミアムファンディスク [2003年11月13日、PS] （発売元：メディアワークス）
- まほデミー・週番日誌 デスクトップアクセサリー [2004年12月25日、PC]
- S.S.D.S. -刹那の英雄-（せつなのあこがれ） [2005年5月20日、PC]
- メイド★はじめました 〜ご主人様のお世話いたします♥〜 [2007年12月28日、PC]（発売元：Vivid Color）
- ダン←ダム 〜Dungeons & Dam〜 プロモーションムービー [2009年4月29日、DS] （発売元：アクワイア）

## メイザーズぬまきちの経歴
1972年生まれ、札幌市出身。リバーヒルソフト、フライト・プランなどの家庭用ゲーム機のソフトハウスを経て有限会社スタックを設立。
2010年5月30日には、東京大学本郷キャンパス 工81講義室（工学部8号館）で開催された『メイザーズぬまきち講演会「R-18ゲームは、現実社会といかに共鳴しえるか？」』に出演。同じく出演者である吉田正高や昼間たかしと共に、アダルトゲームとそれを巡る問題について議論を行った。

## 参考資料
- 多根清史、箭本進一、阿部広樹「特別企画『School Days』を作った男」『超エロゲー ハードコア』太田出版、2012年10月、206-229頁。
- “ピュアメール”. 美少女ゲームマニアックス2. 東京: キルタイムコミュニケーション. (2001-10-10). pp. 94-95. ISBN 4-86032-002-6. OCLC 675030565